# Кардето
Кардето је насеље у Италији у округу Ређо ди Калабрија, региону Калабрија.
Према процени из 2011. у насељу је живело 472 становника. Насеље се налази на надморској висини од 668 м.

## Становништво
| 1951. | 1961. | 1971. | 1981. | 1991. | 2001. | 2011. |
| ----- | ----- | ----- | ----- | ----- | ----- | ----- |
| 3.404 | 3.479 | 3.366 | 3.220 | 2.825 | 2.325 | 1.822 |